# Bundesurkunde

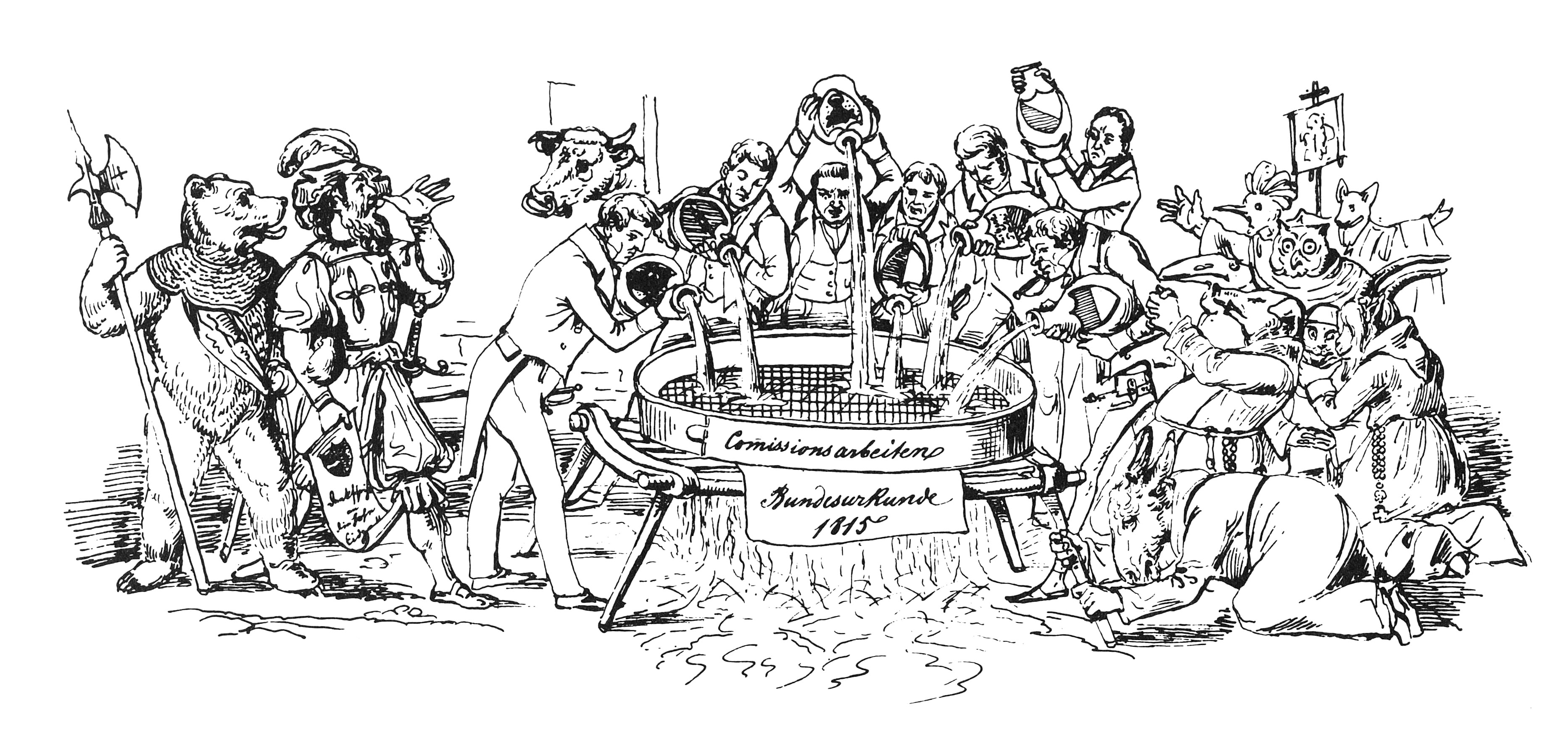
Karikatur auf die Kommissionsarbeiten zur Bundesrevision 1833 von Heinrich von Arx

Die Bundesurkunde  vom 15. Dezember 1832, auch als Rossi-Plan bekannt, war ein Revisionsentwurf zum Bundesvertrag von 1815. Sie war ein wichtiger Meilenstein in der Verfassungsgeschichte (Bundesverfassung) der modernen Schweiz auf ihrem Weg zum Bundesstaat von 1848.

## Historische Entwicklung
Die Eidgenössische Tagsatzung vom 17. Juli 1832 in Luzern beauftragte eine Kommission unter der Leitung von Gallus Jakob Baumgartner mit der Revision des Bundesvertrages, die seit 1831 von der Mehrheit der Kantone gewünscht wurde. Als Berichterstatter wurde der Genfer Abgeordnete Pellegrino Rossi ernannt, der den nach ihm benannten Entwurf ausarbeitete. Der Entwurf wurde am 15. Dezember 1832 von der Revisionskommission unterzeichnet. Rossi verteidigte den Entwurf an der Tagsatzung in Zürich im Mai 1833, wo er auf eine allgemeine Opposition der Kantone stiess: Neuenburg, Basel-Stadt und den Waldstätten war er zu zentralistisch, den Radikalen ging er zu wenig weit, anderen war er zu sehr ein Werk der welschen Kantone.
Die Tagsatzung entschied, den Entwurf durch eine im März 1833 eingesetzte Tagsatzungskommission zu überarbeiten. Der zweite, überarbeitete Entwurf wurde am 15. Mai 1833 von der Tagsatzung angenommen und den Kantonen zur Abstimmung vorgelegt. Nachdem er nur von zehn Kantonen angenommen worden war, führte eine ablehnende Volksabstimmung in Luzern am 7. Juli 1833 zum vorläufigen Scheitern des Revisionsprojektes.

«Es wäre falsch, wollte man das Interesse für die schweizerische Geschichte nach der Grösse des Landes bemessen. Dieses kleine Land nimmt in der Geschichte des modernen europäischen Verfassungslebens eine sehr bedeutende Stellung ein. Jeder Kanton hat ein Feld für politische Versuche abgegeben, und da jeder die verschiedenen Bedingungen der Sprache, der Religion, der Gebietsausdehnung, des Wirtschaftslebens auf besondere Weise vereinigt, so erfolgten die Versuche unter mannigfaltig variierten Bedingungen. Jedem, der die Entwicklung der modernen demokratischen Gesellschaft verstehen will, ist diese Geschichte zu empfehlen als die instruktivste Sammlung von praktischen Beispielen für die Anwendung des Prinzipes der Volkssouveränität.»

## Inhalt der Bundesurkunde
Der Entwurf der Bundesurkunde, der 120 Artikel umfasste, sah eine eigentliche Regeneration der Eidgenossenschaft vor. Er war neben der Präambel in die drei Abschnitte Allgemeine Bestimmungen, Bundesbehörden (Tagsatzung, Bundesrat, Bundeskanzlei, Bundesgericht, Sitz der Bundesbehörden) und Revision der Bundesurkunde eingeteilt.
Die 22 souveränen Kantone sollten sich zu einem unauflöslichen Bundesstaat, der Schweizerischen Eidgenossenschaft, vereinigen (Art. 1). Im Sinne des Subsidiaritätsprinzips sollten die Kantone alle Rechte ausüben, die nicht ausdrücklich der Bundesgewalt übertragen sind. (Art. 2). Der Zweck des Bundes sollte die Beförderung der gemeinsamen Wohlfahrt der Eidgenossen, der Schutz ihrer Rechte und Freiheiten, die Erhaltung der Unabhängigkeit und Neutralität des Vaterlandes sein. (Art. 3). Dem Bund allein sollte das Recht zustehen, Krieg zu erklären und Frieden zu schliessen, Bündnisse und Staatsverträge mit dem Ausland einzugehen (Art. 11).
Neben der Allgemeinen Wehrpflicht (Art. 30) sollten als Grundrechte die Gleichheit vor dem Gesetz, die Ausübung der politischen Rechte nach repräsentativen und demokratischen Formen (Art. 6), der freie Personen- und Warenverkehr (Art. 14), die Niederlassungsfreiheit (Art. 36) und die Petitionsfreiheit (Art. 37) eingeführt werden.
Im institutionellen Bereich wurde ein moderner Staat in föderativer Form angestrebt. Die eidgenössische Tagsatzung sollte in ein Parlament umgewandelt werden, das nach dem freien Willen der Mehrheit seiner Mitglieder entschied (Art. 43–67). Es war eine Exekutive mit einem fünfköpfigen Bundesrat und einem Landammann der Schweiz als Präsident (Art. 68–86) sowie ein Bundesgericht (Art. 90–104) vorgesehen. Zölle (Art. 15), Post (Art. 26) und Währung (Art. 27) sollten zentralisiert, Masse und Gewichte vereinheitlicht und durch ein dezimales System (Art. 28) ersetzt werden.